# Мечеть Іске-Таш
Мечеть Іске-Таш (тат. Иске Таш мәчет, Дев'ята соборна, Старокам'яна мечеть) — історична чинна мусульманська культова споруда в місті Казані (Татарстан), в Ново-Татарській слободі.

## Історія
Згідно старої легенди, вона була установлена на місці братської могили бійців, котрі захищали Казань від військ Івана Грозного у 1552 році. Могила була позначена великим старим камнем (тат. зур иске́ таш), котрий був збережений і стояв перед східним фасадом мечеті.

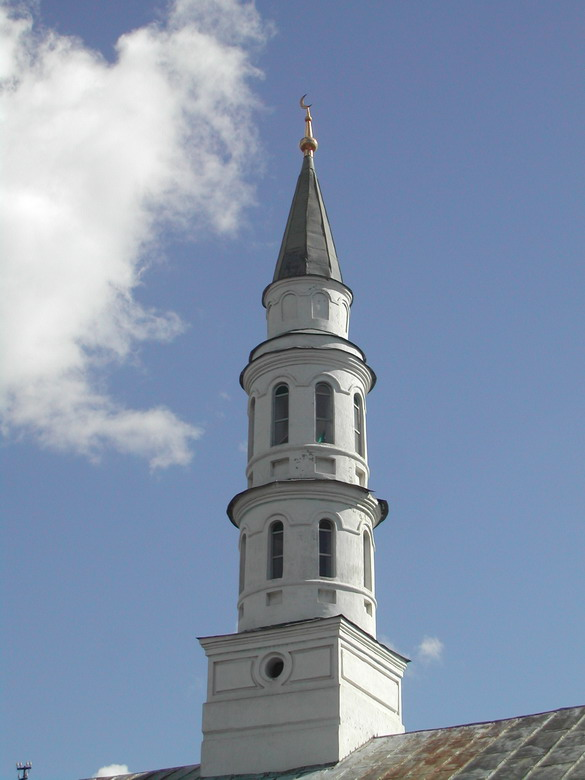
Минарет мечеті Іске-Таш

Класична татарська мечеть з мінаретом на даху була побудована в 1802 році на пожертвування торгівця Габдулли Утямишева. У 1830 році реконструйована згідно з проектом Олександра Шмідта. Фасади мечеті були зроблені в кращих традиціях класицизму. Їх суворість підкреслена мінаретом з трьома ярусами. Форма мінарету пов'язана стилем з мінаретами, що були в древніх містах Волзької Булгарії і Касима. Мечеть є двоповерховою, має дві зали, мінарет поміщений в центр щипцевого даху.
Мечеть була громадським центром Ново-Татарської слободи.
У 19-му столітті імами були від сім'ї Амірхан. Поряд з мечеттю знаходився їхній будинок, в якому жив в тому числі письменник Фатих Амірхан.
Мечеть була закрита згідно з рішенням Центрального Виконавчого комітету республіканського ВКП(б) Татарської АРСР в кінці 1930-х. За радянських часів мечеть використовувалася як школа, а потім як склад, коли впритул до неї і закриваючи вид на неї було побудовано нову велику будівлю школи.
У 1994 році мечеть була повернута віруючим.